# Paul Acquel
Paul Acquel (Besançon, 14 giugno 1825 – Parigi, 29 marzo 1882) è stato un pittore francese.

## Biografia
Allievo di Gustave Staal, fu disegnatore, pastellista e incisore, dedicandosi con successo al genere del ritratto. Espose ai Salon parigini nel 1848, 1866 e 1868.